# Rachel Sibner
Rachel Sibner, född 7 februari 1991 i Kalifornien, är en amerikansk skådespelare.